# Girotondo Live Tour
Girotondo Live Tour è un tour di Giusy Ferreri realizzato nel 2018 per promuovere l'album Girotondo.

## Storia
Il tour è in promozione all'album Girotondo, già Top-20 nella classifica FIMI, e produttore dei tre singoli: Fa talmente male, in gara al Festival di Sanremo 2017, Partiti adesso, disco di platino per le vendite e al primo posto per diverse settimane alla classifica airplay, e L'amore mi perseguita, che ha ottenuto un buon successo radiofonico. Durante il tour è stata anche proposta la hit Amore e capoeira in collaborazione con Takagi & Ketra feat. Sean Kingston, prima per diverse settimane nella classifica FIMI e certificata platino.
Il tour sarebbe dovuto cominciare nell'aprile 2017, con due concerti-evento teatrali, uno a Roma il 4 aprile presso l'Auditorium Parco della Musica, ed uno il 12 aprile presso il Teatro Nazionale di Milano, proseguendo poi per varie piazze italiane. Entrambe le date ed il successivo tour sono state annullate per via della prima gravidanza della cantante annunciata pochi giorni dopo la sua partecipazione al Festival.
Le tappe del tour comprendono 37 date distribuite nell'arco di cinque mesi, da maggio a settembre. Le date,  includono 33 concerti che toccano piazze, parchi e campi sportivi, arene outlet ed anfiteatri delle province italiane, di cui uno orchestrale ed un altro acustico, e quattro showcase nei festival, attraversando 15 regioni d'Italia.

## Date
| Data              | Città                           | Regione               | Luogo                                                                                                |
| ----------------- | ------------------------------- | --------------------- | --- |
| 1º maggio 2018    | Capannori                       | Toscana               | Data zero, Concerto-Evento del 1º maggio, Piazza Aldo Moro                                           |
| 8 maggio 2018     | Sessa Aurunca                   | Campania              | Piazza Nuova                                                                                         |
| 16 maggio 2018    | Lesina                          | Puglia                | Piazza Attilio Lombardi                                                                              |
| 22 maggio 2018    | Nocera Superiore                | Campania              | Piazza Spagnuolo                                                                                     |
| 26 maggio 2018    | Floridia                        | Sicilia               | Piazza del Popolo                                                                                    |
| 17 giugno 2018    | Senigallia                      | Marche                | Centro Commerciale Maestrale di Cesano, Strada Statale Adriatica Nord                                |
| 22 giugno 2018    | Ivrea                           | Piemonte              | Concerto orchestrale, Piazza Ottinetti                                                               |
| 23 giugno 2018    | Giove                           | Umbria                | Campo Sportivo, Corso Mazzini                                                                        |
| 1 luglio 2018     | Ostuni                          | Puglia                | Showcase Battiti Live, Piazza Libertà                                                                |
| 7 luglio 2018     | Bellaria                        | Emilia-Romagna        | Notte Rosa, Piazza Giacomo Matteotti                                                                 |
| 8 luglio 2018     | Lecce                           | Puglia                | Showcase Battiti Live, Piazza Libertini                                                              |
| 14 luglio 2018    | Brugnato                        | Liguria               | Showcase acustico Shoppinn Summer Nights, Shoppinn Brugnato 5Terre Outlet Village, Via Antica Romana |
| 15 luglio 2018    | Fiumicello Villa Vicentina      | Friuli-Venezia Giulia | Piazzale dei Tigli                                                                                   |
| 19 luglio 2018    | Carpi                           | Emilia-Romagna        | Showcase Radio Bruno Estate, Piazza Martiri                                                          |
| 20 luglio 2018    | Valmontone                      | Lazio                 | Valmontone Outlet Summer Festival                                                                    |
| 22 luglio 2018    | Francavilla al mare             | Abruzzo               | Piazza Angeli Custodi                                                                                |
| 25 luglio 2018    | Visciano                        | Campania              | Piazza Lancellotti                                                                                   |
| 26 luglio 2018    | Pontinia                        | Lazio                 | Piazza Indipendenza                                                                                  |
| 27 luglio 2018    | San Lazzaro di Savena           | Emilia-Romagna        | Parco 2 agosto, Via Rimembranze                                                                      |
| 29 luglio 2018    | Acquarica del Capo              | Puglia                | Festival "Grano in Festa", Viale Sandro Pertini                                                      |
| 2 agosto 2018     | Circello                        | Campania              | Parco San Vito                                                                                       |
| 3 agosto 2018     | Gioia Tauro                     | Calabria              | Porto                                                                                                |
| 5 agosto 2018     | Trentola Ducenta                | Campania              | Summer Fest Area Esterna CC Jambo                                                                    |
| 6 agosto 2018     | Terlizzi                        | Puglia                | Piazza Cavour                                                                                        |
| 13 agosto 2018    | Rionero in Vulture              | Basilicata            | Piazza XX Settembre                                                                                  |
| 14 agosto 2018    | Bianco                          | Calabria              | Via Regina Elena                                                                                     |
| 17 agosto 2018    | Riccione                        | Emilia-Romagna        | Showcase Deejay on Stage, Acquafan                                                                   |
| 17 agosto 2018    | Civitella Roveto, Località Meta | Abruzzo               | Piazza della Chiesa                                                                                  |
| 21 agosto 2018    | Porto Rotondo                   | Sardegna              | Anfiteatro Mario Cerioli (Via Porto Rotondo)                                                         |
| 22 agosto 2018    | Bortigali                       | Sardegna              | Piazza del Popolo (Piazza Parrocchia)                                                                |
| 25 agosto 2018    | Foiano della Chiana             | Toscana               | Valdichiana Outlet (Via Enzo Ferrari)                                                                |
| 28 agosto 2018    | Mistretta                       | Sicilia               | Piazza San Felice                                                                                    |
| 7 settembre 2018  | Usini                           | Sardegna              | Piazza Europa                                                                                        |
| 8 settembre 2018  | Luogosanto                      | Sardegna              | Piazza Incoronazione                                                                                 |
| 9 settembre 2018  | Collepasso                      | Puglia                | Piazza Dante                                                                                         |
| 15 settembre 2018 | Monti                           | Sardegna              | Anfiteatro (Via Regione Sarda)                                                                       |
| 16 settembre 2018 | Moncalieri                      | Piemonte              | Centro Commerciale Porte di Moncalieri                                                               |

### Date cancellate
Per inizio gravidanza:
- Roma: 4 aprile 2017, Auditorium Parco della Musica
- Milano: 12 aprile 2017, Teatro Nuovo